# شاخک (ساختاری)

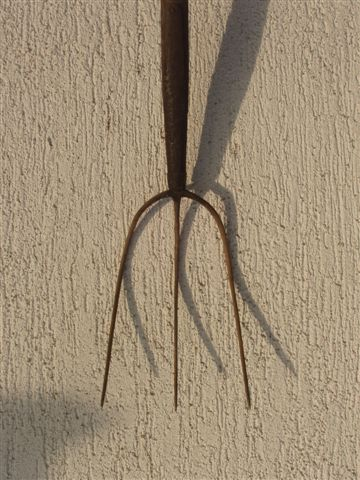
یک چنگک زراعی سه-شاخ

شاخک‌ها (Tines ‎/ˈtaɪnz/‎)، شاخ‌ها یا دندانه‌ها موازی یا شاخه‌ای هستند که قسمت‌هایی از یک ابزار یا یک شیء طبیعی را تشکیل می‌دهند. آنها برای نیزه، قلاب، حرکت دادن یا اعمال دیگر بر روی اشیا دیگر استفاده می‌شود. ممکن است از فلز، چوب، استخوان یا سایر مواد سخت و محکم ساخته شده باشند.
تعداد شاخک‌های موجود در ابزارها بسیار متفاوت است – ممکن است یک چنگک فقط دو عدد داشته باشد، یک چنگال باغی چهار عدد و یک شن‌گش یا کلوخ‌شکن متعدد باشد. شاخک‌ها ممکن است پَخ باشند، مانند آنهایی که روی چنگال قرار دارند و به عنوان وسیله ای برای غذا خوردن استفاده می‌شوند. یا تیز، مانند روی چنگک یا حتی سیم خاردار، به عنوان یک نیزه سه‌شاخ. اصطلاح شاخک و شاخ بیشتر قابل تعویض هستند. دندانه‌های یک شانه، شاخک است. این اصطلاح همچنین در سازهای موسیقی مانند زنبورک، دیاپازون، گیتارت، جعبه موسیقی یا مبیرا که حاوی میخ‌های برجسته فلزی بلند ("شاخک") است که برای تولید نُت تلنگرزده می‌شود، استفاده می‌شود.
در نظریه آشوب (فیزیک، دینامیک غیرخطی)، شاخه‌های یک انشعاب نمودار شاخک و زیرشاخک نامیده می‌شود.